# Cải tiến tập trung
Sự cải tiến tập trung trong Lý thuyết Ràng buộc là một tập hợp các hoạt động nhằm nâng cao hiệu suất của bất kỳ hệ thống nào, đặc biệt là một hệ thống kinh doanh, liên quan đến mục tiêu của nó bằng cách loại bỏ các ràng buộc từng cái một và không làm việc nếu không có ràng buộc.
Cải tiến tập trung cũng có thể được xác định theo các thuật ngữ đơn giản hơn như là một quá trình xác định các vấn đề hệ thống và sau đó sửa đổi toàn bộ hệ thống để tìm ra giải pháp tiết kiệm chi phí, tiết kiệm thời gian và ít tốn kém nhất để tối ưu hóa hệ thống.
"Cải tiến tập trung là quá trình áp dụng các phương pháp giải quyết vấn đề có hệ thống vào sản xuất. Quá trình này dựa vào việc căn chỉnh phương pháp đúng cho kịch bản chính xác".

## Phát triển và xuất hiện
Cải tiến tập trung được phát triển như là một phần của triết lý quản lý Lý thuyết Ràng buộc bởi Eliyahu M. Goldratt trong cuốn sách năm 1984 có tựa đề Mục tiêu, nhằm giúp các tổ chức liên tục đạt được mục tiêu của họ. Không giống như các phương pháp cải tiến hiệu suất phổ biến khác, chẳng hạn như TQM hoặc tái cấu trúc, F.I. tập trung vào giải quyết các vấn đề thực tế về cuộc sống chứ không phải làm tăng chi phí và phiền nhiễu cho sự chú ý của ban quản lý.

## Cải tiến tập trung V.S. Quản lý chất lượng toàn diện (TQM)
Không có thỏa thuận chung nào đạt được về các đặc tính của F.I. hoặc TQM nhưng ở một mức độ nào đó, chúng ta có thể quan sát các đặc điểm tương tự trong việc triển khai các quy trình này.

### Đặc điểm của cải tiến tập trung
1. Xác định (các) ràng buộc của hệ thống.
2. Quyết định cách khai thác (các) ràng buộc của hệ thống.
3. Phân cấp mọi thứ khác cho (các) quyết định ở trên.
4. Nâng cao (các) ràng buộc của hệ thống.
5. Truyền đạt cách tiếp cận mới và chuyển sang cải tiến tiếp theo[2]

### Đặc điểm của TQM
1. "Chất lượng được xác định theo yêu cầu của khách hàng".
2. "Quản lý cấp cao có trách nhiệm trực tiếp về cải thiện chất lượng".
3. "Chất lượng ngày càng tăng đến từ việc phân tích có hệ thống và cải tiến quy trình làm việc".
4. "Cải thiện chất lượng là một nỗ lực liên tục và được tiến hành trong toàn tổ chức."

Hai triết lý này có cùng một mục tiêu chính nhưng đạt được nó theo hai cách khác nhau. Fi cung cấp kết quả ngắn hạn có thể được chuyển thành thành công lâu dài nếu quá trình được lặp lại chính xác mà không cho phép nó mất đà. TQM có sự hài lòng của khách hàng cơ bản nhưng nó chỉ mang lại kết quả lâu dài. Khi chọn một trong hai quy trình quản lý này phải tính đến nhu cầu của công ty là gì.

## Sử dụng và tiềm năng
Các sản phẩm dựa trên các hệ thống máy tính nhúng đã thấy sự gia tăng nhanh chóng. Trong thời gian này, các tính năng được kiểm soát hoặc hỗ trợ bởi các hệ thống phần mềm được nhúng đã phải chịu sự gia tăng trong vai trò của chúng trở nên quan trọng. Tất cả những phát triển này làm cho nó cần thiết để tạo và đổi mới các cách tiếp cận mới để cải tiến quy trình phần mềm tập trung vào việc cải thiện các đặc điểm sản phẩm cụ thể.
Cải tiến tập trung có thể được sử dụng không chỉ trong các hệ thống kinh doanh mà trong bất kỳ hệ thống nào có thể là chăm sóc sức khỏe, giáo dục, quản lý chất thải, các hệ thống thăm dò không gian (NASA, v.v.)

## Nguyên tắc hoạt động
FI dựa trên 5 quy trình tư duy cho phép nó hoạt động trong bất kỳ hệ thống nhận thức nào. Nguyên tắc làm việc của năm quy trình tư duy được thể hiện bởi khả năng của người dùng để trả lời các câu hỏi sau đây:
1. Điều gì cần thay đổi?
2. Thay đổi nó thành điều gì?
3. Làm thế nào để gây ra sự thay đổi?
4. Tại sao thay đổi?
5. Làm thế nào để duy trì quá trình cải tiến liên tục?

Nếu tất cả các câu hỏi đều có câu trả lời thì có thể áp dụng cải tiến tập trung một cách dễ dàng

## Trích dẫn hữu ích[4]
"Cải tiến tập trung bao gồm tất cả các hoạt động tối đa hóa hiệu quả tổng thể của thiết bị, quy trình và nhà máy thông qua việc loại bỏ tổn thất * và cải thiện hiệu suất."
Mục tiêu của cải tiến tập trung là đảm bảo rằng thiết bị duy trì hiệu suất cao nhất mọi lúc.
"Điều duy nhất chúng ta làm, cho dù chúng ta là những người điều hành, kỹ thuật viên, kỹ sư hay người quản lý, đều có xu hướng đáp ứng nhu cầu của máy móc theo cách này hay cách khác. Máy của chúng tôi chạy tốt hơn, tầng cửa hàng của chúng tôi hiệu quả hơn và doanh nghiệp của chúng tôi thành công hơn."
Khái niệm điều khiển đằng sau tập trung cải tiến là mang lại thiệt hại của bạn càng gần bằng không càng tốt.
"Tối đa hóa hiệu quả thiết bị yêu cầu loại bỏ hoàn toàn các lỗi, khuyết tật và các hiện tượng tiêu cực khác - nói cách khác, các chất thải và tổn thất phát sinh trong hoạt động thiết bị."